# The Essential Michael Jackson
The Essential Michael Jackson er en dobbelt CD med alle de udødelige klassikere. CD'en blev primært udgivet for at Michael Jackson kunne opfylde hans kontrakt til Sony. Det siges at Michael Jackson var imod endnu en CD med greatest hits, da der jo allerede er flere af disse. Men efter den udgivelse havde Michael Jackson ikke længere pligt til at lave flere albums for selskabet, men senere har det udgivet en box med 20 af Michael Jacksons bedste singler. Denne udgivelse var speciel fordi den blev udgivet på doble-layer discs, hvilket vil sige singlen var på den ene side som den oprindeligt blev udgivet med flere versioner i forskelige mix udgaver og på den anden side var der DVD med musikvideoen.